# 1708 Pólit
1708 Pólit è un asteroide della fascia principale del diametro medio di circa 29,3 km. Scoperto nel 1929, presenta un'orbita caratterizzata da un semiasse maggiore pari a 2,9246763 UA e da un'eccentricità di 0,3027850, inclinata di 6,03499° rispetto all'eclittica.
L'asteroide è dedicato all'astronomo spagnolo Isidre Pòlit i Boixareu.